# Технологія процесів
Технологія процесів — це розуміння та застосування фундаментальних принципів і законів природи, які дозволяють людям перетворювати сировину та енергію на продукти, корисні для суспільства, на промисловому рівні.
Використовуючи рушійні сили природи, такі як градієнти тиску, температури та концентрації, а також закон збереження маси, інженери-технологи можуть розробити методи синтезу та очищення великих кількостей бажаних хімічних продуктів. Інженерія процесів фокусується на проєктуванні, експлуатації, контролі, оптимізації та інтенсифікації хімічних, фізичних і біологічних процесів. 
Технологічна інженерія охоплює широкий спектр галузей, таких як сільське господарство, автомобільна, біотехнічна, хімічна, харчова, розробка матеріалів, гірничодобувна, атомна, нафтохімічна, фармацевтична та розробка програмного забезпечення. Застосування систематичних комп’ютерних методів до розробки технологічних процесів є «технологією технологічних систем».